# 키나코

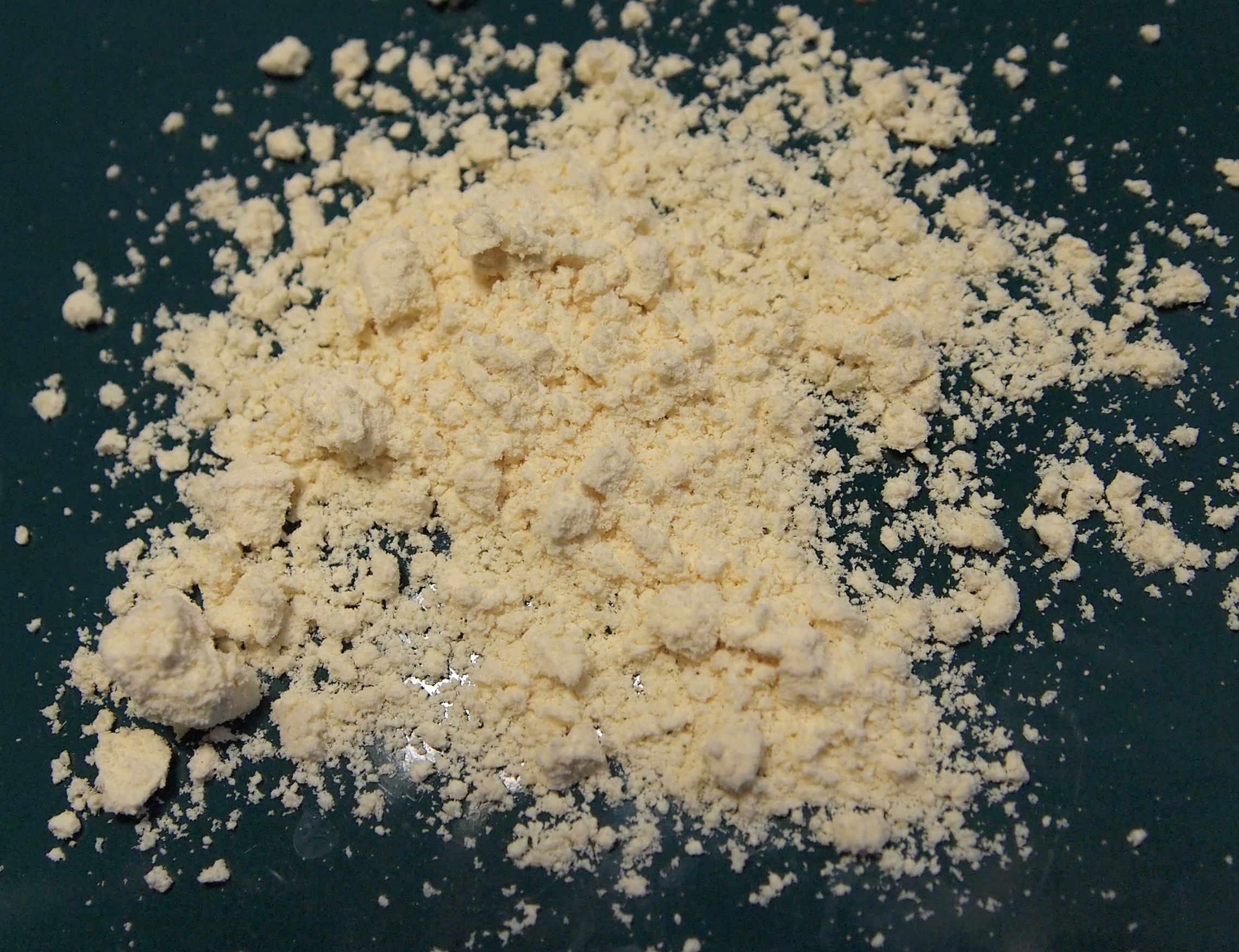
키나코

키나코(黄粉, きなこ, roasted soy flour, kinako)는 일본 요리에 일반적으로 사용되는 볶은 콩가루이다. 키나코라는 단어는 무로마치 시대(1336~1573) 후기의 요리책에 등장한다. 키나초는 일본어로 "노란 밀가루"를 의미한다.

## 생산
키나코는 콩나물은 볶은 콩을 잘게 갈아서 가루로 만든 것이다. 일반적으로 콩을 분쇄하기 전에 콩 껍질을 제거하지만 일부 콩가루 품종은 구운 껍질을 그대로 유지한다. 노란 콩은 노란 키나코를 생산하고, 녹색 콩은 연한 녹색 제품을 생산한다. 콩으로 만든 콩나물은 비타민 B와 단백질을 함유하고 있어 영양가 높은 토핑이자 풍미의 원천이다. 그러나 삶은 콩에 비해 콩가루의 단백질은 쉽게 소화되지 않는다.

## 같이 보기
- 피놀레
- 병아리콩가루
- 말차